# 恒逸石化
恒逸石化股份有限公司，簡稱恒逸石化股份，以及恒逸石化（英語：Hengyi Petrochemical Co.,Ltd.，深交所：000703），是在1990年，當時由廣西北海市政府，設立位於當時總部廣西北海市（首註冊地），現時總部位於浙江省杭州市蕭山區，前身為「北海四川国际经济开发招商中心(股份)有限公司」一家曾是國有企業，1992年，更名為「北海四川国际经济开发招商股份有限公司」，1996年3月，更名為「北海国际招商股份有限公司」。2001年，更名「世紀光華科技股份有限公司」，2010年，現時主要股東浙江恒逸集團有限公司和各相關企業收購，更名為「恒逸石化股份有限公司」。現時業務主要在中國內地和全球經營民用涤纶长丝的研发、生产和销售、PTA的生产、销售等和投資。

## 历史
1990年，當時由廣西北海市政府，設立位於當時總部廣西北海市（首註冊地，也是當時總部），前身為「北海四川国际经济开发招商中心(股份)有限公司」一家曾是國有企業，當時經營房地產開發、交電、電子計算機、五金工具、普通機械和對外貿易。
1996年3月，更名為「北海国际招商股份有限公司」。  
1997年3月28日，該公司於深圳證券交易所上市，當時發行價格為1元人民幣。
2001年，「匯誠投資有限公司」收購，更名為「世紀光華科技股份有限公司」。
2010年2月，浙江恒逸集團有限公司（主要股東為邱建林 及其相關人士和家族）收購，把優質資產包括民用涤纶长丝的研发、生产和销售、PTA的生产、销售等和投資注入，名為「浙江恒逸石化有限公司」，而原有業務包括鋁業、房地產出售原母公司，發行價為9.78元人民幣，發行新股為4.5億股，集資額為44.01億元人民幣。
2011年5月31日，更名為「恒逸石化股份有限公司」（「Hengyi Petrochemical Co.,Ltd.」）。
2012年3月5日，恒逸石化以72.2514萬美元收購從香港逸天有限公司持有的恒逸实业（文莱）有限公司90%的股权。